# 忌廉蘑菇湯

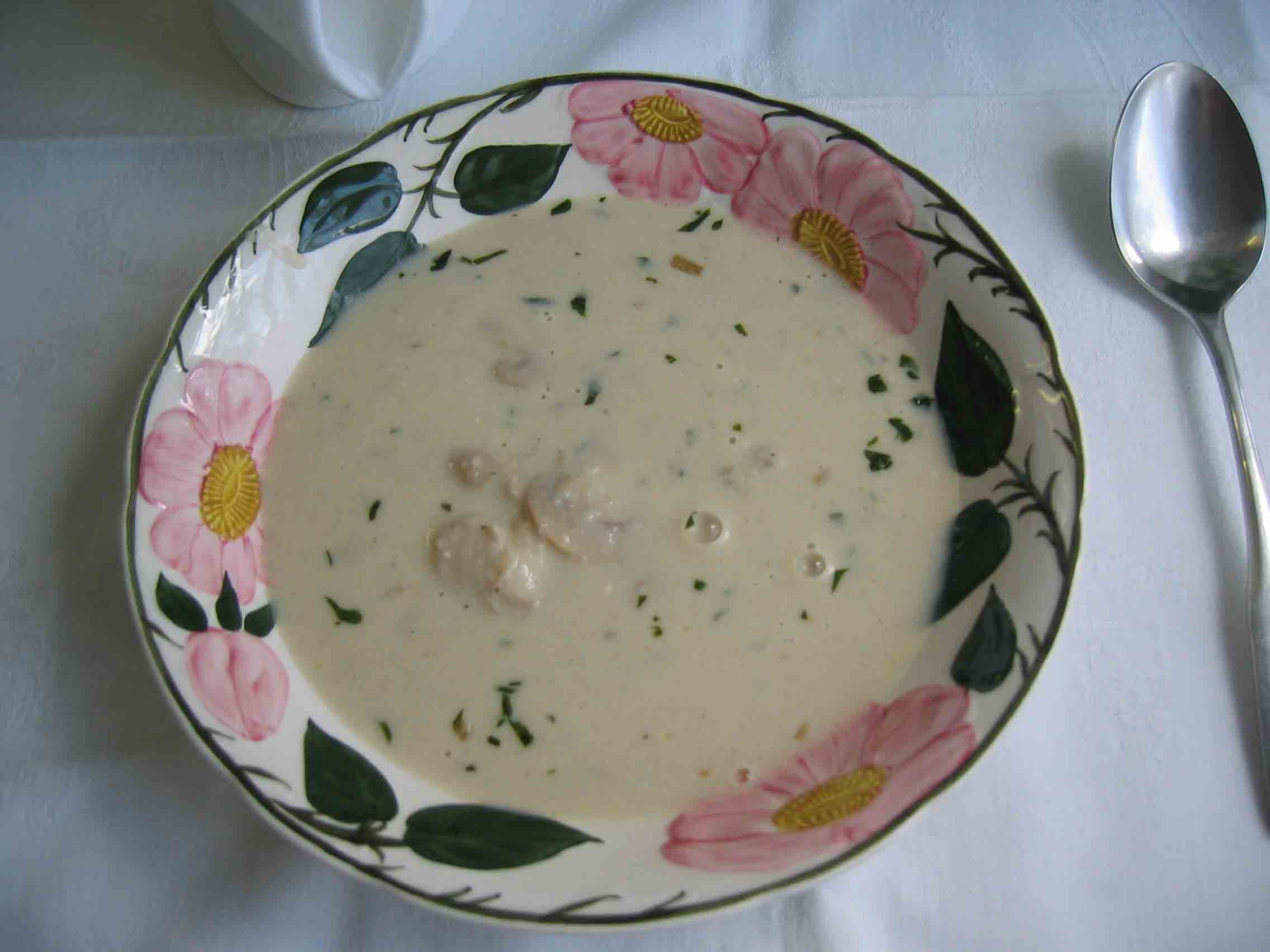
忌廉蘑菇湯

忌廉蘑菇湯（英語：Cream of mushroom soup）是一種主要以蘑菇和忌廉烹調而成的湯，屬於西餐常見的湯，在香港的西餐廳俗稱為白湯的一種，與羅宋湯一樣幾乎每家西餐廳必備的餐湯。

## 製法
- 材料：蘑菇、忌廉、牛奶、玉米油
- 步骤：蘑菇切片，以牛油翻炒备用（可加入洋葱丁）。

适量牛油、牛奶与面粉加热混合，加入蘑菇焖煮。
- 快捷办法：蘑菇可以为罐装切片盐水蘑菇，懒人亦可省略翻炒步骤。加热、闷煮诸项微波炉亦能完成。
- 变化：若将蘑菇换作玉米/罐装玉米，即成奶油玉米汤。亦可加雜蔬（诸如胡萝卜丁、青豆粒）、火腿丁，成就奶油汤的种种变化。

## 外部鏈接
维基共享资源上的相關多媒體資源：忌廉蘑菇湯